# Palpita nivea
Palpita nivea là một loài bướm đêm trong họ Crambidae.